# 2018年葡萄牙在歐洲歌唱大賽的表現
在2017年，葡萄牙以薩爾瓦多·索布拉爾演唱的《Amar pelos dios》迎來葡萄牙參賽以來的首次勝出，得分758分。葡萄牙廣播電視公司（RTP）會籌辦2018年的葡萄牙音樂節，選出葡萄牙2018年的參賽代表。

## 外部連結
- 葡萄牙音樂節官方網站